# Alfred James Ewart
Alfred James Ewart (* 12. Februar 1872 in Toxteth Park, Liverpool; † 12. September 1937 in East Malvern, Melbourne) war ein britisch-australischer Botaniker. Sein offizielles botanisches Autorenkürzel lautet „Ewart“.

## Leben und Wirken
Ewart studierte in Liverpool und wurde 1896 an der Universität Leipzig bei Wilhelm Pfeffer promoviert. An der Universität Liverpool war er Demonstrator in Botanik. Mit seinem 1851 Exhibition Stipendium ging er danach auf Forschungsreise nach Ceylon und Java (Botanischer Garten in Bogor) und wurde 1897 nach der Rückkehr nochmals in London (D.Sc.) promoviert, war Deputy Professor für Botanik an der späteren Universität Birmingham (Mason College) und war danach einige Jahre an der Universität Oxford. Er unterrichtete ab 1902 Naturwissenschaften (als Science Master) an der King Edward´s School in Birmingham und ab 1904 der Universität Birmingham (als Lecturer in Botanik) und wurde 1906 Professor für Botanik an der Universität Melbourne (der erste Lehrstuhl für Botanik in Australien). Außerdem war er anfänglich zusätzlich zu seinen umfangreichen Lehrverpflichtungen viele Jahre Staats-Botaniker von Victoria. 1910 erhielt er einen D.Sc. in Oxford. Er baute die Fakultät für Botanik aus bescheidenen Anfängen auf und erreichte 1929 den Umzug in ein eigenes Institutsgebäude.
Anfangs befasste er sich mit Pflanzenphysiologie. Er veröffentlichte 1900 bis 1906 eine Übersetzung des Lehrbuchs der Pflanzenphysiologie von Wilhelm Pfeffer (Clarendon Press, Oxford) und ein einführendes Lehrbuch in die Botanik.  In Australien befasste er sich auch mit Taxonomie und wurde ein führender Experte der Flora von Victoria.
Er war Fellow der Royal Society. Er war Präsident der Sektion Biologie der Australasian Association for the Advancement of Science bei ihrer Versammlung in Melbourne 1921 und der Sektion Botanik auf ihrer Versammlung in Perth 1926.
Er war zweimal verheiratet. Aus erster Ehe mit der Geigerin und Komponistin Florence Maud Donaldson (Heirat 1898) hatte er zwei Söhne. 1931 heiratete er Elizabeth Bilton.

## Ehrungen
Die Pflanzengattungen Ewartia Beauverd  und Ewartiothamnus Anderb. aus der Familie der Korbblütler (Asteraceae) und einige Pflanzenarten sind nach ihm benannt.

## Schriften
- First Stage Botany, 1900
- New Matriculation Botany, 1902 (Neuauflagen als Ewart´s Elementary Botany)
- On the Physics and Physiology of Protoplasmic Streaming in Plants, Oxford 1903 *Rural Calendar, 1905
- mit James Richard Tovey: The Weeds, Poison Plants and Naturalized Aliens of Victoria, 1909
- mit Olive B. Davies: The Flora of the Northern Territory, 1917
- mit anderen: Flora of Victoria, Melbourne University Press 1930
- Handbook of Forest Trees for Victorian Foresters, 1925